# 620-е годы до н. э.
620-е (шестьсо́т двадца́тые) го́ды до на́шей э́ры по пролептическому юлианскому календарю — промежуток времени с 1 января 629 года до н. э. по 31 декабря 620 года до н. э., включающий с 629 по 621 годы 8-го десятилетия  и 620 год 9-го десятилетия VII века 1-го тысячелетия до н. э. Им предшествовали 630-е годы до н. э., за ними следовали 610-е годы до н. э. Они закончились 2645 лет назад.

## Важнейшие события
- 621 год до н. э. — Принятие в Афинах законов Дракона (Драконта).
- 623 год до н. э. — Набопаласар переходит в наступление. Он захватывает Дер и осаждает Урук. Арабские племена нападают на Ассирию. Падение Урука. Киаксар, заключив соглашение со скифами, возобновляет натиск на Ассирию.
- 625—585 — Царь Мидии Киаксар (Хуваштра), преемник Фраорта. Столица в Экбатане.
- 629 год до н. э. — 31-й год по эре правления луского князя Си-гуна[1].
- Весной лусцы присоединили земли в Цзи-си («Цзи-сиские поля»), полученные при разделе Цао[2].
- Весной луский посол гун-цзы Суй прибыл в Цзинь[3].
- В 4 луне в Лу совершали великое жертвоприношение, оно не удалось, животное в жертву не приносили, но трижды приносили жертву издали (по толкователям, такое жертвоприношение нужно приносить лишь в зимнее и летнее солнцестояние)[4].
- Зимой княгиня Малого Ци Бо-цзи прибыла в Лу сватать невесту для сына[5].
- Зимой ди осадили Вэй. В 12 луне столица Вэй была перенесена в город Ди-цю[6].